# 64. Międzynarodowy Festiwal Filmowy w Berlinie
64. Międzynarodowy Festiwal Filmowy w Berlinie odbył się w dniach 6–16 lutego 2014 roku. Imprezę otworzył pokaz amerykańskiego filmu Grand Budapest Hotel w reżyserii Wesa Andersona. W konkursie głównym zaprezentowano 20 filmów pochodzących z 12 różnych krajów.
Jury pod przewodnictwem amerykańskiego scenarzysty i producenta Jamesa Schamusa przyznało nagrodę główną festiwalu, Złotego Niedźwiedzia, chińskiemu filmowi Czarny węgiel, kruchy lód w reżyserii Diao Yinana. Drugą nagrodę w konkursie głównym, Srebrnego Niedźwiedzia – Grand Prix Jury, przyznano filmowi otwarcia, Grand Budapest Hotel w reżyserii Wesa Andersona.
Honorowego Złotego Niedźwiedzia za całokształt twórczości odebrał brytyjski reżyser Ken Loach.

## Członkowie jury

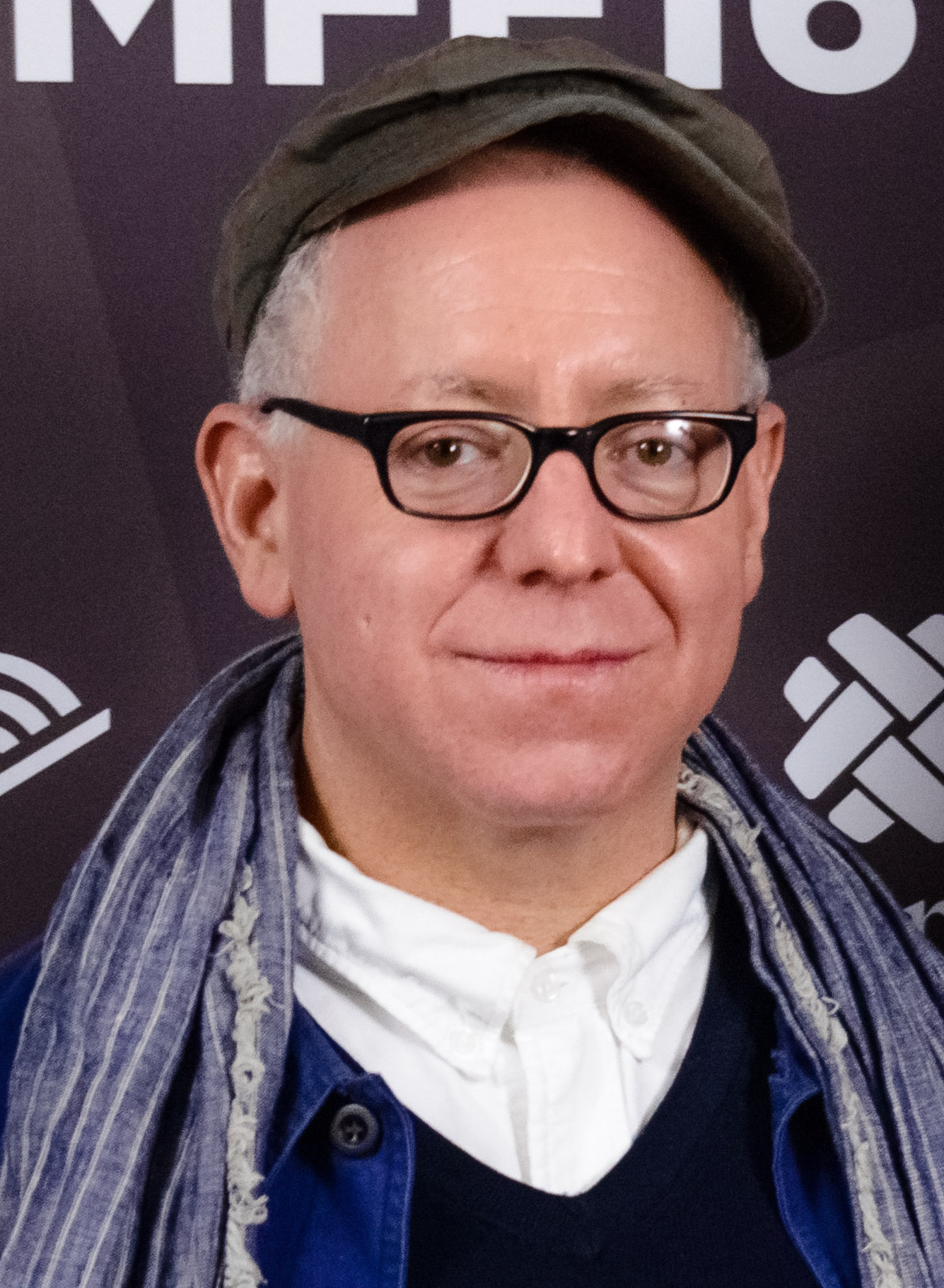
Przewodniczący jury konkursu głównego James Schamus.

### Konkurs główny
- James Schamus, amerykański scenarzysta i producent filmowy – przewodniczący jury[4]
- Barbara Broccoli, amerykańska producentka filmowa
- Trine Dyrholm, duńska aktorka
- Mitra Farahani, irańska reżyserka i malarka
- Greta Gerwig, amerykańska aktorka i reżyserka
- Michel Gondry, francuski reżyser
- Tony Leung Chiu Wai, chiński aktor
- Christoph Waltz, austriacki aktor

### Konkurs debiutów reżyserskich
- Nancy Buirski, amerykańska reżyserka
- Valeria Golino, włoska aktorka
- Hernán Musaluppi, argentyński producent filmowy

### Konkurs filmów krótkometrażowych
- Edwin, indonezyjski reżyser
- Nuno Rodrigues, portugalski selekcjoner festiwalowy
- Christine Tohmé, libańska kuratorka sztuki

## Selekcja oficjalna

### Otwarcie i zamknięcie festiwalu
|             | Tytuł                     | Reżyseria    | Kraj produkcji    |
| ----------- | ------------------------- | ------------ | ----------------- |
| Otwierający | Grand Budapest Hotel      | Wes Anderson | Stany Zjednoczone |
| Zamykający  | Czarny węgiel, kruchy lód | Diao Yinan   | Chiny             |

### Konkurs główny
Następujące filmy zostały wyselekcjonowane do udziału w konkursie głównym o Złotego Niedźwiedzia i Srebrne Niedźwiedzie:
| Tytuł polski              | Tytuł oryginalny           | Reżyseria           | Kraj produkcji    |
| ------------------------- | -------------------------- | ------------------- | ----------------- |
| W potrzasku. Belfast ’71  | '71                        | Yann Demange        | Wielka Brytania   |
| Życie Rileya              | Aimer, boire et chanter    | Alain Resnais       | Francja           |
| Do nieba                  | Aloft                      | Claudia Llosa       | Kanada            |
| Czarny węgiel, kruchy lód | 白日焰火 Bai ri yan huo    | Diao Yinan          | Chiny             |
| Boyhood                   | Boyhood                    | Richard Linklater   | Stany Zjednoczone |
| Mały domek                | 小さいおうち Chiisai ouchi | Yōji Yamada         | Japonia           |
| Siostry i Schiller        | Die geliebten Schwestern   | Dominik Graf        | Niemcy            |
| Grand Budapest Hotel      | The Grand Budapest Hotel   | Wes Anderson        | Stany Zjednoczone |
| Historia strachu          | Historia del miedo         | Benjamín Naishtat   | Argentyna         |
| Jack                      | Jack                       | Edward Berger       | Niemcy            |
| Obywatel roku             | Kraftidioten               | Hans Petter Moland  | Norwegia          |
| Droga krzyżowa            | Kreuzweg                   | Dietrich Brüggemann | Niemcy            |
| Macondo                   | Macondo                    | Sudabeh Mortezai    | Austria           |
| Stratos                   | Μικρό Ψάρι To mikro psari  | Yannis Economides   | Grecja            |
| Praia do Futuro           | Praia do Futuro            | Karim Aïnouz        | Brazylia          |
| Trzeci brzeg rzeki        | La tercera orilla          | Celina Murga        | Argentyna         |
| Masaż niewidomych         | 推拿 Tui na                | Lou Ye              | Chiny             |
| Two Men in Town           | Two Men in Town            | Rachid Bouchareb    | Francja           |
| Ziemia niczyja            | 無人區 Wu ren qu           | Ning Hao            | Chiny             |
| Między światami           | Zwischen Welten            | Feo Aladag          | Niemcy            |

### Pokazy pozakonkursowe
Następujące filmy zostały wyświetlone na festiwalu w ramach pokazów pozakonkursowych:
| Tytuł polski    | Tytuł oryginalny    | Reżyseria       | Kraj produkcji    |
| --------------- | ------------------- | --------------- | ----------------- |
| Piękna i Bestia | La belle et la bête | Christophe Gans | Francja           |
| Obrońcy skarbów | The Monuments Men   | George Clooney  | Stany Zjednoczone |
| Nimfomanka      | Nymphomaniac        | Lars von Trier  | Dania             |

## Laureaci nagród

### Konkurs główny
Złoty Niedźwiedź
- Czarny węgiel, kruchy lód, reż. Diao Yinan

Srebrny Niedźwiedź – Nagroda Grand Prix Jury
- Grand Budapest Hotel, reż. Wes Anderson

Srebrny Niedźwiedź dla najlepszego reżysera
- Richard Linklater – Boyhood

Srebrny Niedźwiedź dla najlepszej aktorki
- Haru Kuroki – Mały domek

Srebrny Niedźwiedź dla najlepszego aktora
- Liao Fan – Czarny węgiel, kruchy lód

Srebrny Niedźwiedź za najlepszy scenariusz
- Dietrich Brüggemann i Anna Brüggemann – Droga krzyżowa

Srebrny Niedźwiedź za wybitne osiągnięcie artystyczne
- Zdjęcia: Zeng Jian – Masaż niewidomych

Nagroda im. Alfreda Bauera za innowacyjność
- Alain Resnais – Życie Rileya

### Konkurs filmów krótkometrażowych
Złoty Niedźwiedź dla najlepszego filmu krótkometrażowego
- Tant qu'il nous reste des fusils à pompe, reż. Caroline Poggi i Jonathan Vinel

### Pozostałe nagrody
Nagroda za najlepszy debiut reżyserski
- Güeros, reż. Alonso Ruizpalacios

Nagroda FIPRESCI
- Życie Rileya, reż. Alain Resnais

Nagroda Jury Ekumenicznego
- Droga krzyżowa, reż. Dietrich Brüggemann

Honorowy Złoty Niedźwiedź za całokształt twórczości
- Ken Loach

## Galeria laureatów

Wes Anderson, laureat Srebrnego Niedźwiedzia – Grand Prix Jury.
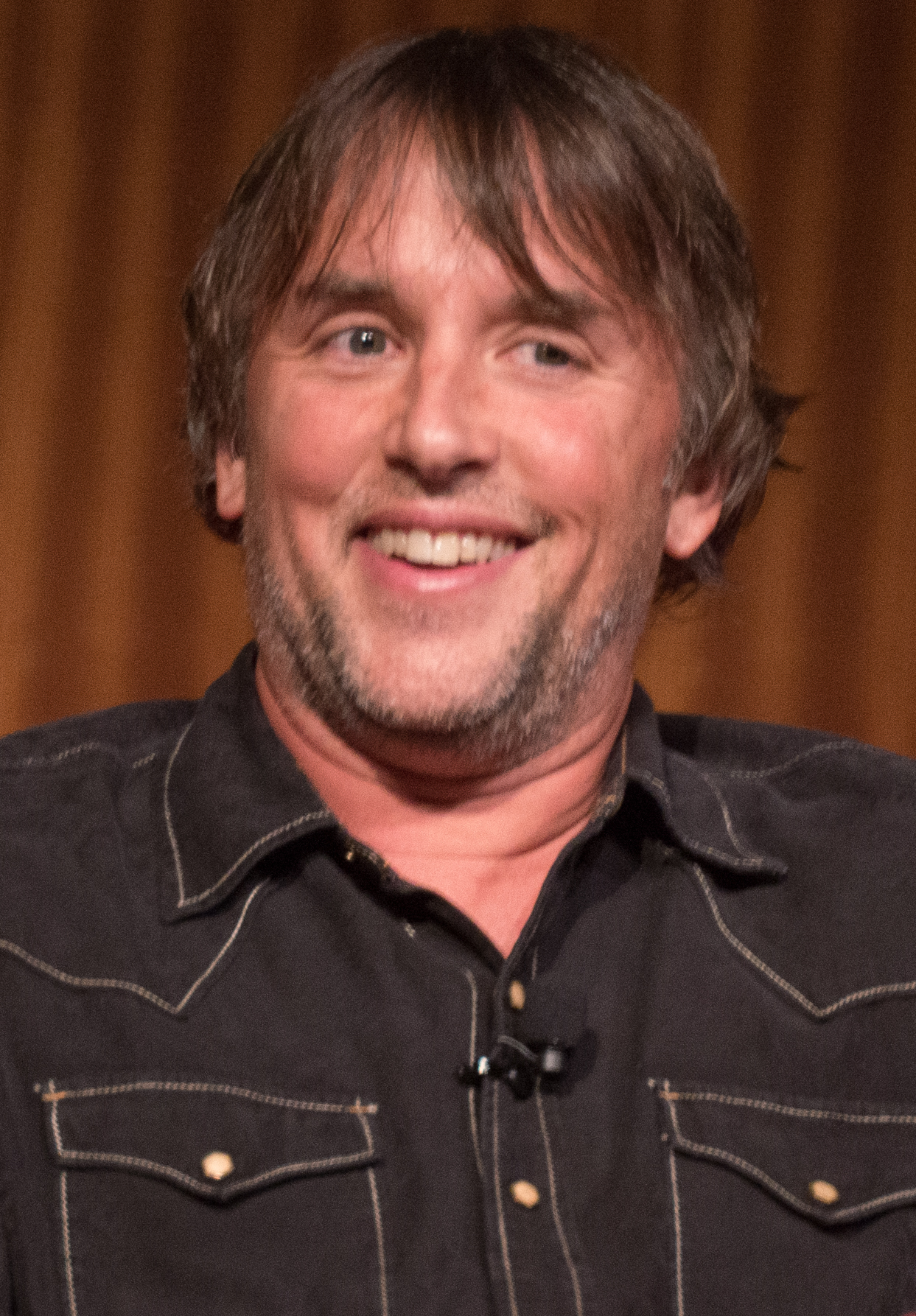
Richard Linklater, laureat Srebrnego Niedźwiedzia dla najlepszego reżysera.
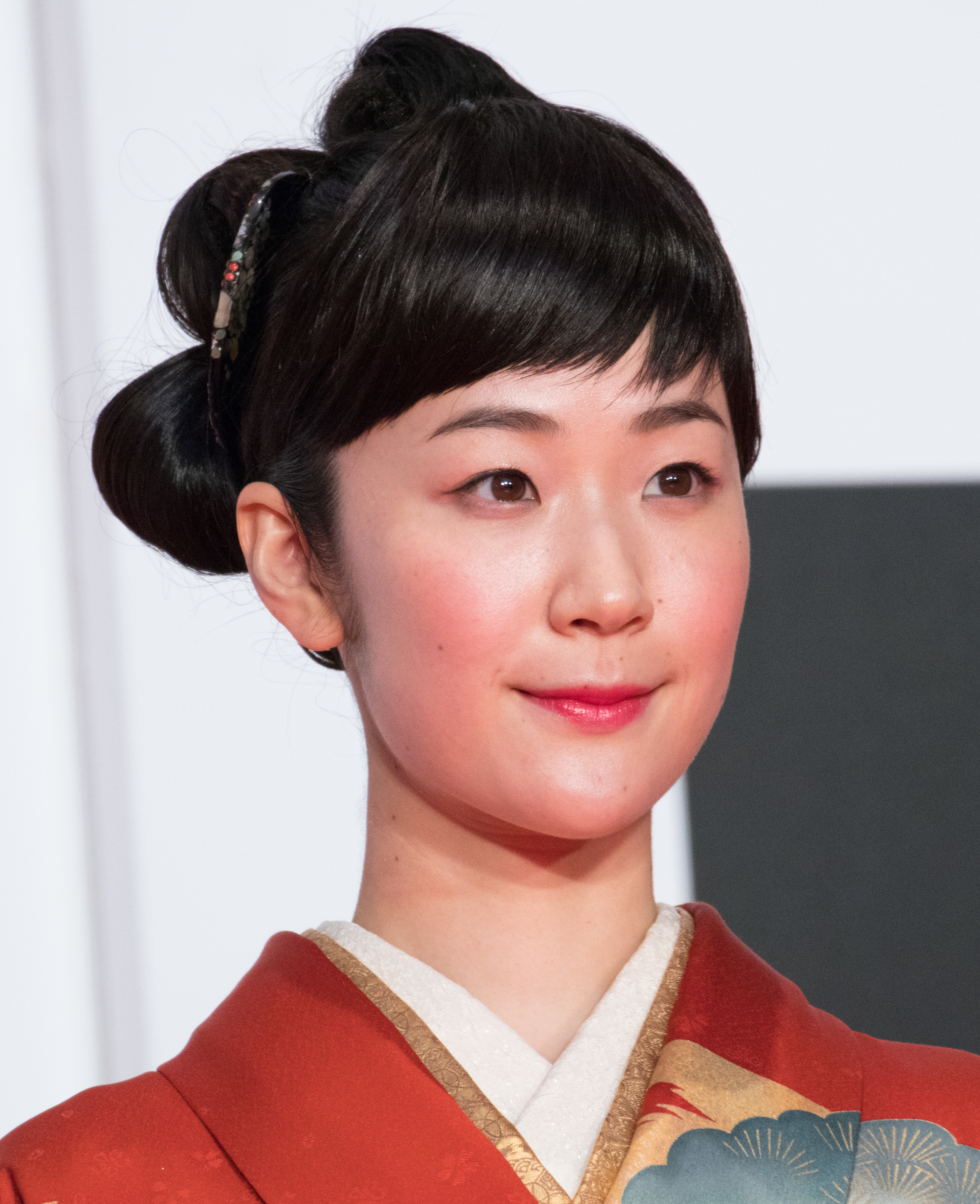
Haru Kuroki, laureatka Srebrnego Niedźwiedzia dla najlepszej aktorki.
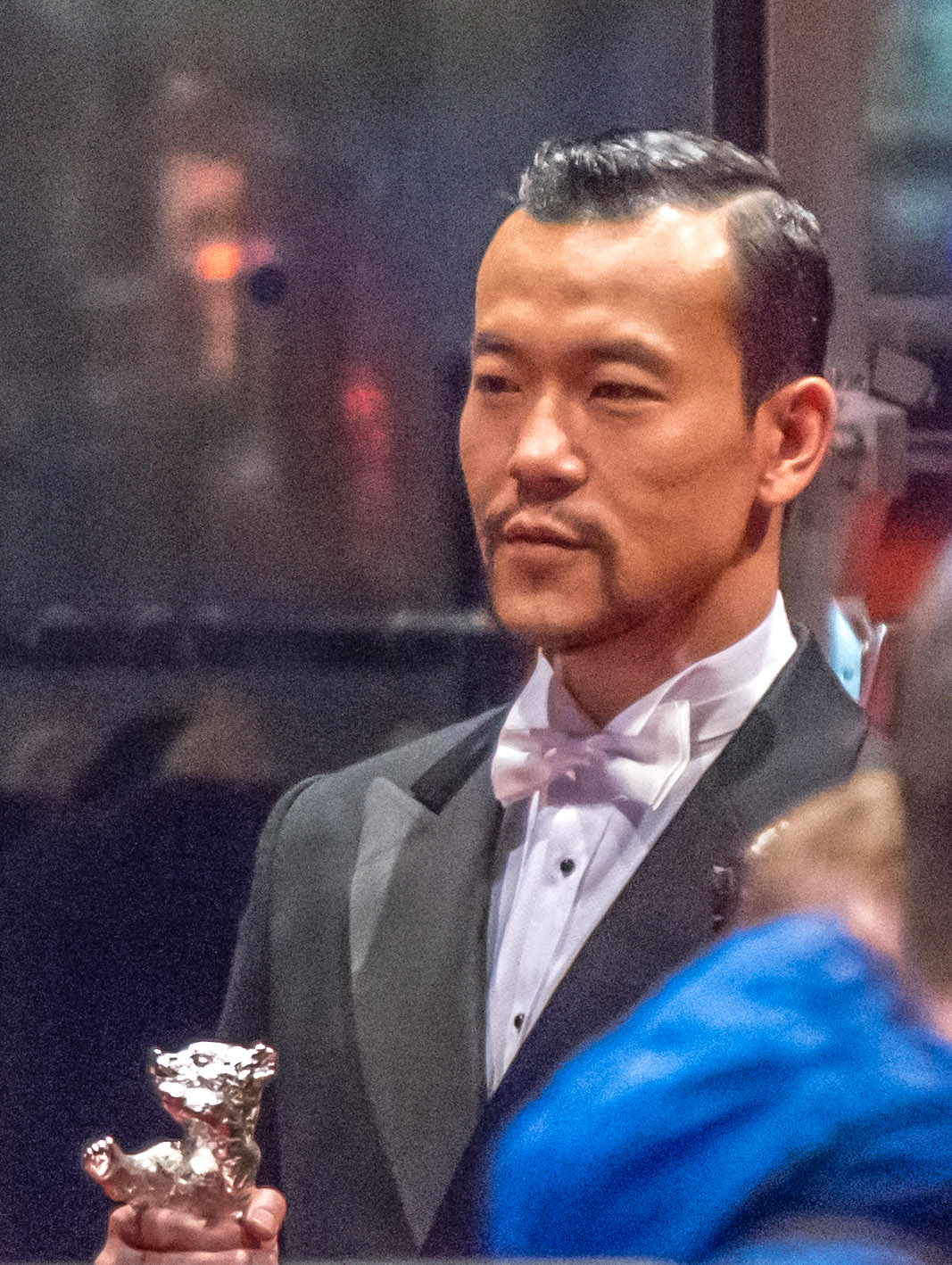
Liao Fan, laureat Srebrnego Niedźwiedzia dla najlepszego aktora.
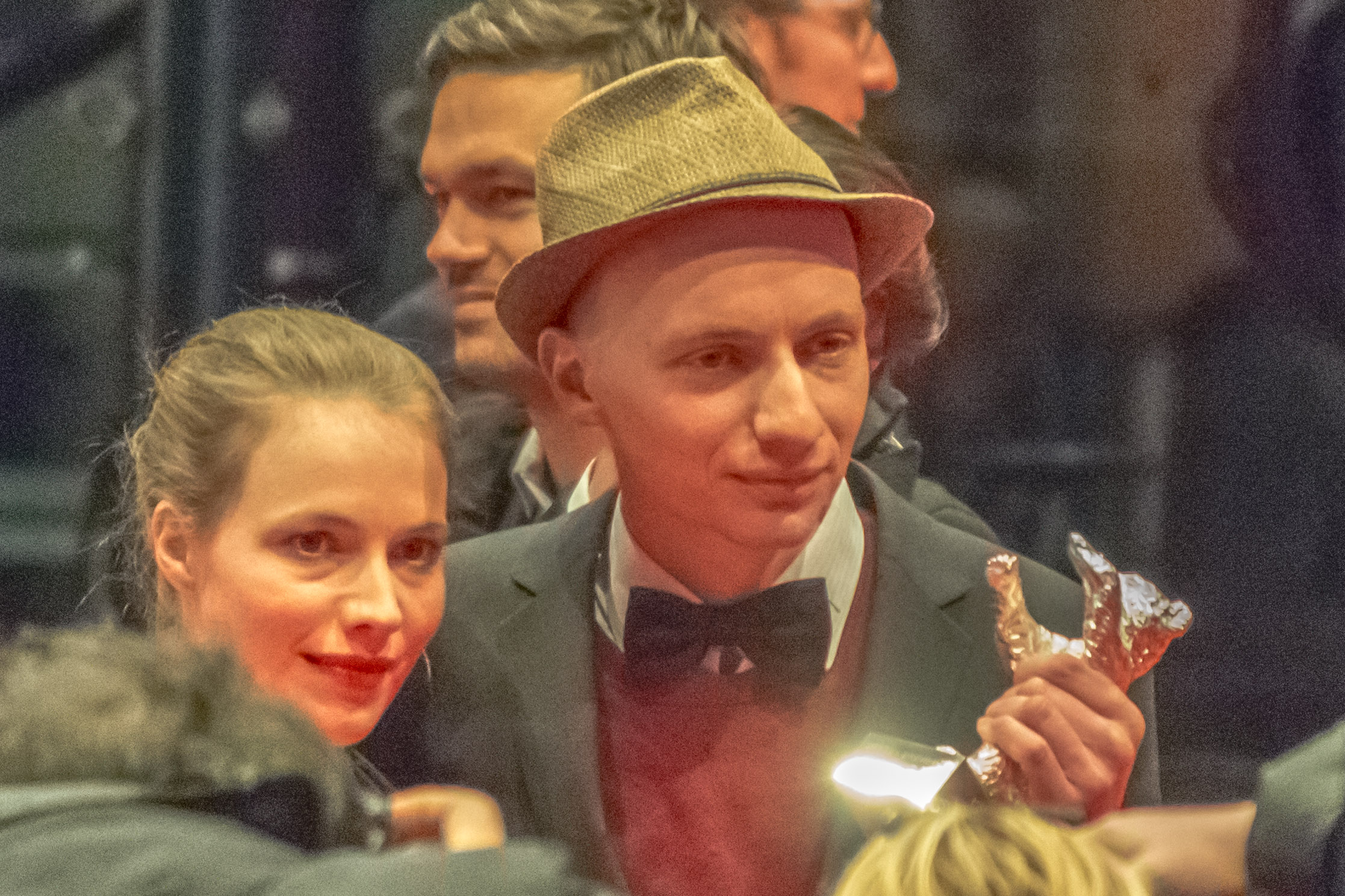
Anna i Dietrich Brüggemann, laureaci Srebrnego Niedźwiedzia za najlepszy scenariusz.
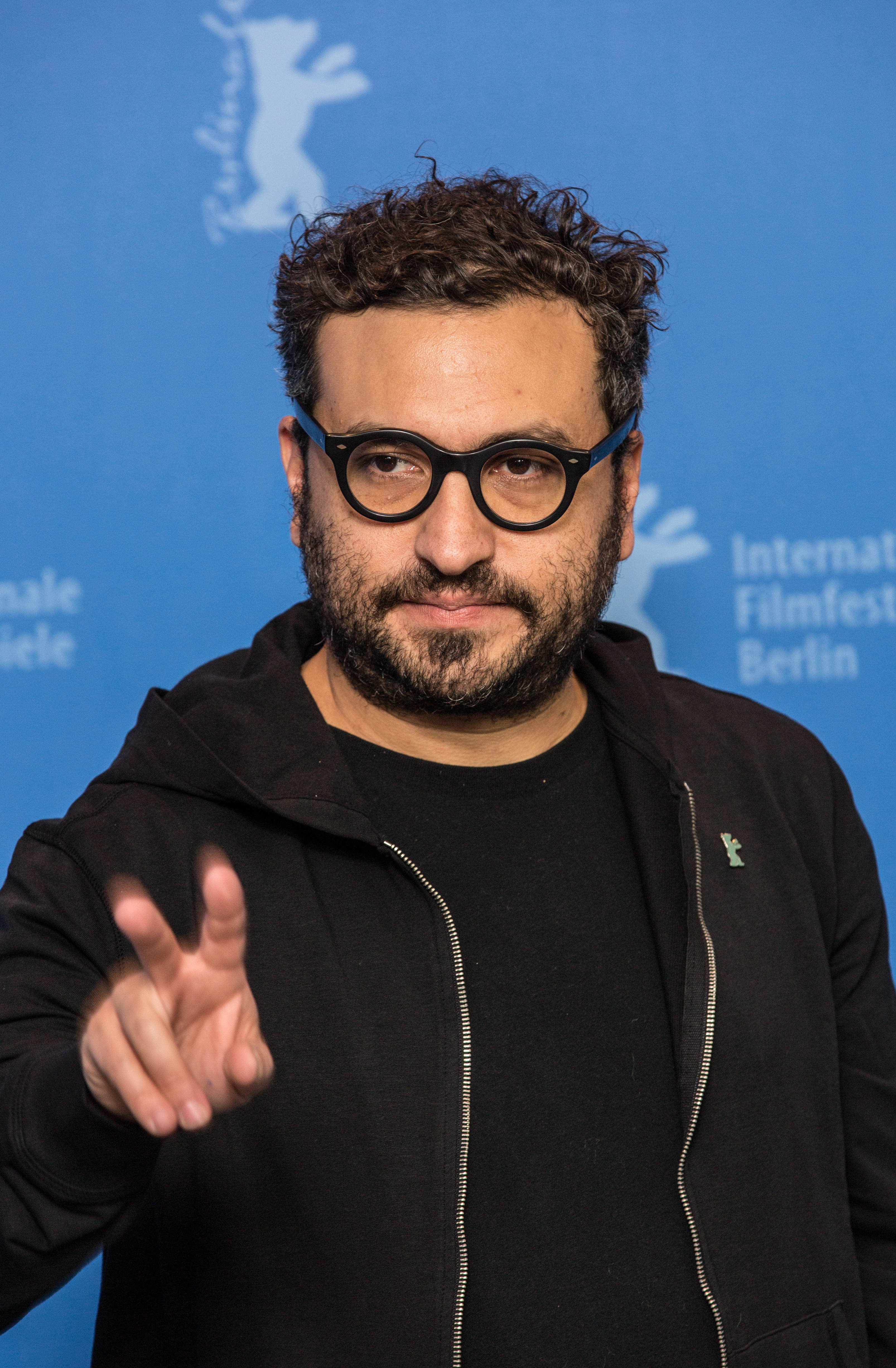
Alonso Ruizpalacios, laureat nagrody za najlepszy debiut reżyserski.
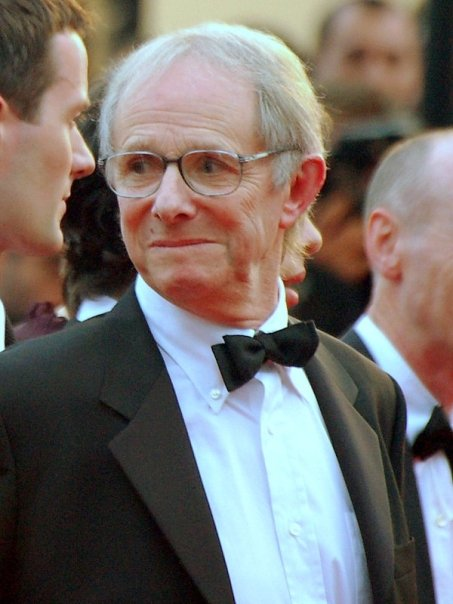
Ken Loach, laureat Honorowego Złotego Niedźwiedzia.